# Adam Niemiec (trener)
Adam Mieczysław Niemiec (ur. 17 listopada 1912 w Kopyczyńcach, zm. 25 grudnia 1974 w Krakowie) – polski piłkarz grający na pozycji napastnika, trener.

## Kariera piłkarska
Adam Niemiec w czasie kariery piłkarskiej reprezentował Czarnych Lwów.

## Kariera trenerska
Adam Niemiec po zakończeniu kariery został trenerem. Prowadził: Pogoń Prudnik (1948), Ruch Chorzów (1954–1956 - wicemistrzostwo Polski w sezonie 1956, Polonię Bytom (1957–1961) - trzykrotne wicemistrzostwo Polski), Cracovię (1964–1967 - awans do ekstraklasy w sezonie 1966 oraz ponownie Polonię Bytom w latach 1967–1968.

## Sukcesy szkoleniowe

### Ruch Chorzów
- Wicemistrzostwo Polski: 1956

### Polonia Bytom
- Wicemistrzostwo Polski: 1958, 1959, 1961

### Cracovia
- Awans do ekstraklasy: 1966

## Życie prywatne
Adam Niemiec był ojcem piłkarza - Tomasza. Zmarł 25 grudnia 1974 roku w Krakowie.